# The Circus
The Circus (tựa trong tiếng Việt: Rạp xiếc) là một bộ phim câm hài hước của Mỹ, công chiếu vào năm 1928. Charlie Chaplin làm đạo diễn, biên kịch và thủ vai chính trong phim.

## Nội dung
Một rạp xiếc đang cố gắng biểu diễn hết mình với khán giả, nhưng khán giả đều cảm thấy nhàm chán với những tiết mục cũ rích, ông chủ rạp xiếc cũng không biết phải làm gì cho khán giả vui.
Hôm nọ một gã lang thang đang đi dạo thì bị cảnh sát hiểu lầm là kẻ móc túi, gã bị cảnh sát đuổi vào tận rạp xiếc. Sự xuất hiện của gã lang thang làm khán giả vui cười và thích thú.
Ông chủ rạp xiếc thấy khán giả thích gã lang thang nên ông thuê gã vào làm việc trong rạp xiếc. Tuy nhiên gã lang thang đã thất bại trong việc tập luyện biểu diễn. Ông chủ cho gã chuyển qua làm nhân viên hậu đài.
Gã lang thang đã kết bạn với Merna - cô gái cưỡi ngựa mà cũng là con gái của ông chủ. Merna cho gã lang thang biết rằng gã chính là ngôi sao thu hút khán giả, buộc bố cô phải trả lương cho gã một cách xứng đáng. Thời gian ở bên nhau, gã lang thang đã đem lòng yêu Merna. Nhưng Merna phải lòng anh chàng đi trên dây tên Rex, điều này làm gã lang thang buồn.
Rex vắng mặt trong buổi diễn và gã lang thang bị ông chủ bắt ra biểu diễn đi trên dây thay thế Rex. Gã lang thang gặp phải tình huống hết sức nguy hiểm, mà còn bị mấy con khỉ quấy phá, tuy nhiên gã đã biểu diễn thành công.
Thấy Merna bị ông chủ đánh đập, gã lang thang đã đánh ông chủ để rồi bị đuổi việc. Merna muốn bỏ trốn cùng với gã lang thang. Nhưng gã đã đi tìm Rex và đưa anh đến với Merna, gã giúp hai người làm đám cưới ở nhà thờ.
Cả ba người quay lại rạp xiếc, lúc này đoàn xiếc đang sắp chuyển đi nơi khác. Ông chủ định đánh Merna thì Rex nói Merna bây giờ đã là vợ của anh, buộc ông chủ thôi ngược đãi Merna. Sau đó đoàn xiếc lên đường, bỏ lại gã lang thang phía sau.
Gã lang thang nhìn theo đoàn xiếc một lúc rồi cũng bỏ đi, tiếp tục cuộc sống lang thang của mình.

## Diễn viên
- Charlie Chaplin vai Gã lang thang
- Merna Kennedy vai Merna
- Al Ernest Garcia vai Ông chủ rạp xiếc
- Harry Crocker vai Rex, người đi trên dây
- George Davis vai Nhà ảo thuật
- Henry Bergman vai Chú hề già
- Stanley Sandford vai Nhân viên hậu đài
- John Rand vai Nhân viên hậu đài
- Steve Murphy vai kẻ móc túi